# Зозульки бузинові
Зозу́льки бузино́ві (Dactylorhiza sambucina) — багаторічна рослина родини зозулинцевих. Невисока орхідея із пальчастими бульбами, нечисленними довгастими листками і квітами пурпурового чи блідо-жовтого кольору. Поширена в Європі та Західній Азії. Зростає на луках, галявинах та узліссях широколистяних і хвойних лісів. Маловідома лікарська, харчова і декоративна рослина. Рідкісний вид, занесений до Червоної книги України, також взятий під охорону в Польщі, Росії, Естонії, Фінляндії, Франції, Німеччині,Чехії та Словаччині.

## Етимологія
Першим цю рослину описав шведський натураліст Карл Лінней у 1755 році. Він відніс її до роду зозулинець і дав відповідну назву Orchis sambucina — «зозулинець бузиновий». У 1962 році угорський ботанік Реже Шоо переглянув систематику орхідей і відніс цей вид до роду зозульки під сучасною назвою.
У Словнику українських наукових і народних назв судинних рослин для цього виду наведені такі народні синоніми як зазулинець бзяний, зазу́линець бузи́нний, зозу́линець бузино́вий, пальчатокорі́нник бузино́вий, лю́бка. Перші три пов'язані з історичною номенклатурою, запропонованою Ліннеєм, причому назва «пальчатокорінник бузиновий» до виходу словника була також офіційною науковою. Назва «любка» обумовлена зовнішньою подібністю із систематично віддаленішими орхідеями любками. Термін «пальчатокорінник» є дослівним перекладом дав.-гр. dactylorhiza, що складається з коренів двох слів: δάκτυλος — «палець» і ρίζα — «корінь». Ця назва пояснюється формою бульб цього виду, що нагадують долоні з розчепіреними пальцями. Видовий епітет «бузинові» і похідні від нього діалектичні форми «бзяний», «бузинний» є дослівним перекладом лат. sambucina. Ці епітети рослина отримала завдяки аромату, схожому на запах бузини чорної.
Показово, що в більшості європейських мов ця рослина має подібні до української назви (наприклад, англ. elder-flowered orchid, італ. orchide sambucina, фр. orchis sureau — «бузинова орхідея» та інші). Однак на батьківщині Карла Ліннея її називають швед. Adam och Eva — «Адам і Єва». Таке протиставлення засноване на тонких спостереженнях: з двох бульб зозульок бузинових одна завжди темнішого кольору, а інша — світлішого.

## Опис

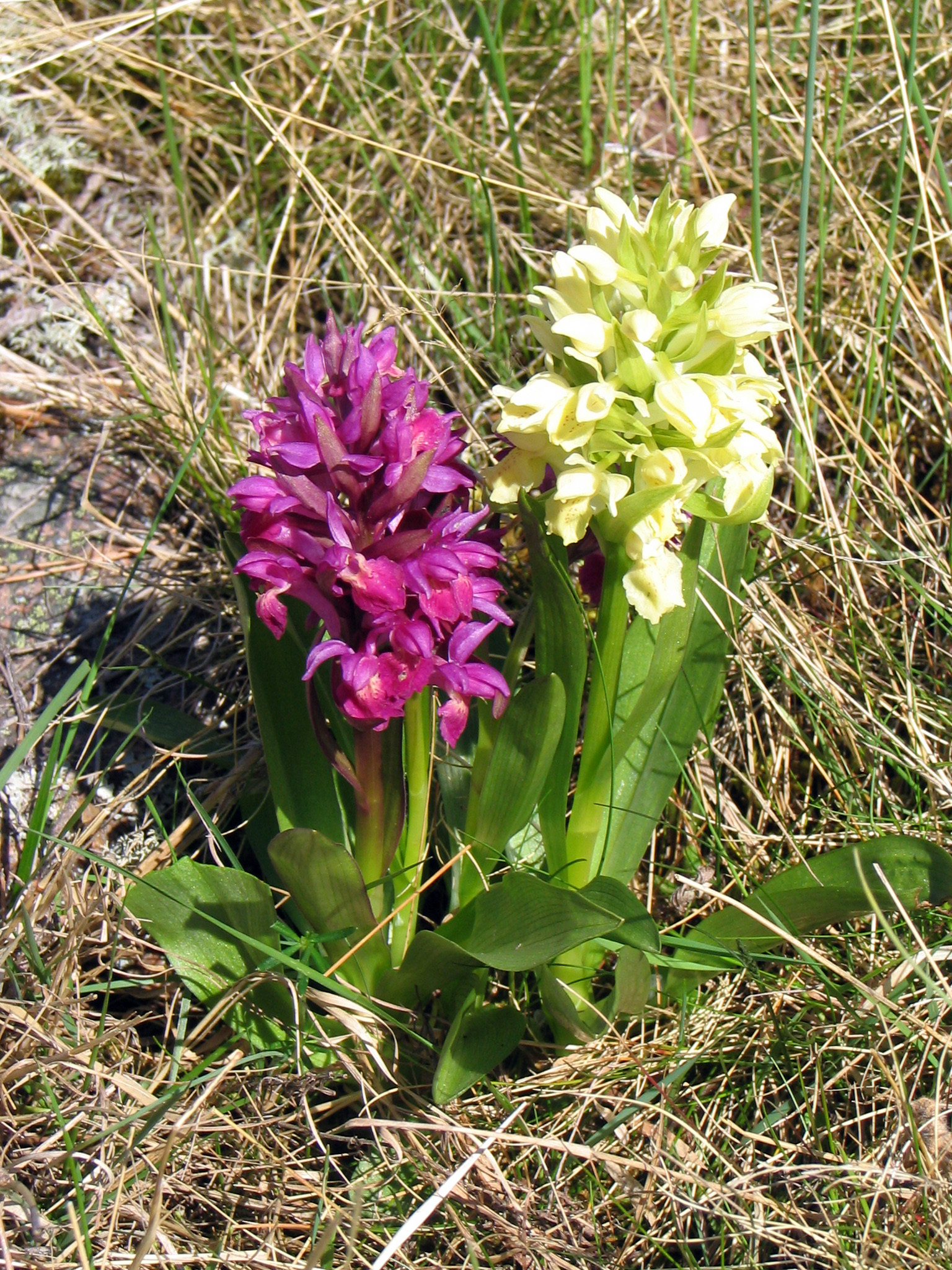
Особини з найбільш типовими варіантами забарвлення (Фінляндія).

Багаторічна трав'яниста рослина заввишки 10-30 (рідше до 40) см, геофіт, полікарпик. Бульби завдовжки до 6 см, парні, циліндричні, зазвичай двічірозділені, рідше може поділятись на більшу кількість сегментів (3—6 штук), набуваючи вигляду розставлених пальців. Бульба темнішого кольору — стара. Віддавши поживні речовини, вона відмирає, в той час як світліша молода бульба накопичує запасні речовини для вегетації наступного року.
Стебло поодиноке, прямостояче, порожнисте, світло-зелене, у верхній частині борозенчасте, улиснене майже до самого суцвіття. Нижня його частина огорнута 2 лускатими піхвами. Листків може бути від 3 до 7 штук, зазвичай 5. Довжина листків становить 5—12 см, ширина — 1—2,5 см, причому верхні є меншими за розміром і вужчими від нижніх. Листки стеблеосяжні, цілокраї, без плям, нижні видовжено-оберненояйцеподібні з тупою верхівкою, верхні — довгастоланцетні, загострені. В особин із пурпуровими квітками верхня частина стебла і край 1—2 верхніх листків із пурпуровим відтінком.
Суцвіття — густий, короткоциліндричний, щільний колос завдовжки 3,7—10,5 см, завширшки 2,7—5 см см. Приквітки ланцетні або вузьколанцетні, тупувато-загострені, зелені в особин зі світлими квітками або пурпурові в особин із темними квітками. Нижні приквітки довші за квітки, верхні дорівнюють їм. Квітки двостатеві, зигоморфні, зі слабким запахом бузини. Їхнє забарвлення буває двох типів: 1) пурпурове або фіолетове зі світлішим (жовтуватим чи білим) відгином губи; 2) блідо-жовте із трохи темнішим забарвленням губи, іноді майже біле. У 5 % випадків трапляється проміжна форма з рожевими квітами. Співвідношення між світлими й темними особинами зазвичай наближається до 1:1, але в окремих регіонах може становити 1:3. На поверхні губи в межах плями можуть бути присутні цятки, скупчені в два біль-менш виразні еліпси. Колір цяток мінливий — темно-пурпуровий, червоний, оливковий, вони можуть бути дуже виразними або ледь помітними. Сама губа завдовжки 0,7—1 см, завширшки 0,7—0,9 см, заокруглено-ромбічної або майже круглої форми, цілокрая чи невиразно трилопатева, в останньому випадку бічні лопаті більші за середню. Шпорець дорівнює зав'язі або трохи довший за неї (1—1,5 см), конічний, товстий, спрямований вниз. Колонка прямостояча заввишки 4,5 мм. Приймочка трилопатева, причому бічні лопаті більші за центральну. Зав'язь скручена, гола. Пилок желеподібний.
Плід — довгасто-еліптична коробочка завдовжки 1—1,5 см. Насіння численне, завдовжки 0,5—0,6 мм, завширшки 0,15—0,25 мм, круглої чи ледь овальної форми, жовтувато-бурого кольору.
Число хромосом 2n = 40, 42.

### Хімічний склад
Детальних фітохімічних досліджень цього виду не проводили, окремі науковці вивчали лише деякі аспекти накопичення тих чи інших речовин у різних частинах рослини. Зокрема, дослідження хімічного складу квіток виявило в них високу кількість глікозидів, кверцетину і деяких барвників: ціаніну, орхіцианінів I та II. Запах зозульок бузинових обумовлений поєднанням 3-ох монотерпенових і 7-ох сесквітерпенових вуглеводнів. Суттєвих відмінностей у хімічному складі квіток різних кольорів не виявлено, за винятком того, що в жовтих квітках знайдено більше бензальдегіду, а в пурпурових виявлено високий вміст ліналоолу.
| |  |  |  |  |
| Мінливість забарвлення зозульок бузинових: квіти різних відтінків і ступеню плямистості з теренів Словаччини, Греції, Франції. |  |  |  |  |

## Поширення
Ареал зозульок бузинових вельми широкий. Він охоплює майже всю Європу й Західну Азію однак в межах окресленої зони розповсюдження виду нерівномірне, в окремих регіонах ця рослина не знайдена. Наприклад, вона відсутня на Британських островах, у так званих Нижніх країнах, в Динарських Альпах.
Північна межа ареалу зозульок бузинових пролягає через схід Данії, південь Норвегії, центральну й південно-східну частини Швеції та південь Фінляндії, в якій популяції цього виду зосереджені переважно на Аландських островах й архіпелазі Турку. В минулому зозульки бузинові росли і в Естонії, однак остання спроба реінтродукції цього виду на острові Сааремаа в 1989 році виявилася невдалою. У Франції ця рослина трапляється здебільшого у центральних районах, у Німеччині її популяції зосереджені у центрі та на півдні країни, у Польщі вони присутні лише в Судетах і Карпатах. В Україні розповсюдження цього виду не виходить за межі західних регіонів — Полісся і Карпат. У Поліссі зозульки бузинові рідкісні, в Карпатах найбільші за розміром популяції зосереджені у таких гірських масивах як Свидовець, Сколівські Бескиди, а також у Вулканічних Карпатах. В Росії сталих популяцій цього виду нема, поодинокі знахідки реєстрували у Брянській області, прилеглій до українського Полісся, та у Чувашії. Південна межа ареалу в Європі пролягає через схід Болгарії, південь півострова Пелопоннес і далі на захід до центральної Іспанії та Португалії. Поза материковою Європою зозульки бузинові знайдені на островах Корсика та Сицилія.
Азійська частина їхнього ареалу обмежена півостровом Мала Азія, Кавказом і південним узбережжям Каспійського моря. Південніше цієї лінії вид знайдений лише в Лівані. Повідомлення про знахідки цього виду у Криму, Туреччині, Литві, Латвії, Білорусі, на Сардинії і в Північній Африці потребують додаткової перевірки, оскільки велика  імовірність, що під зозульками бузиновими в цих випадках могли помилково описати схожі на них зозульки римські.

## Екологія

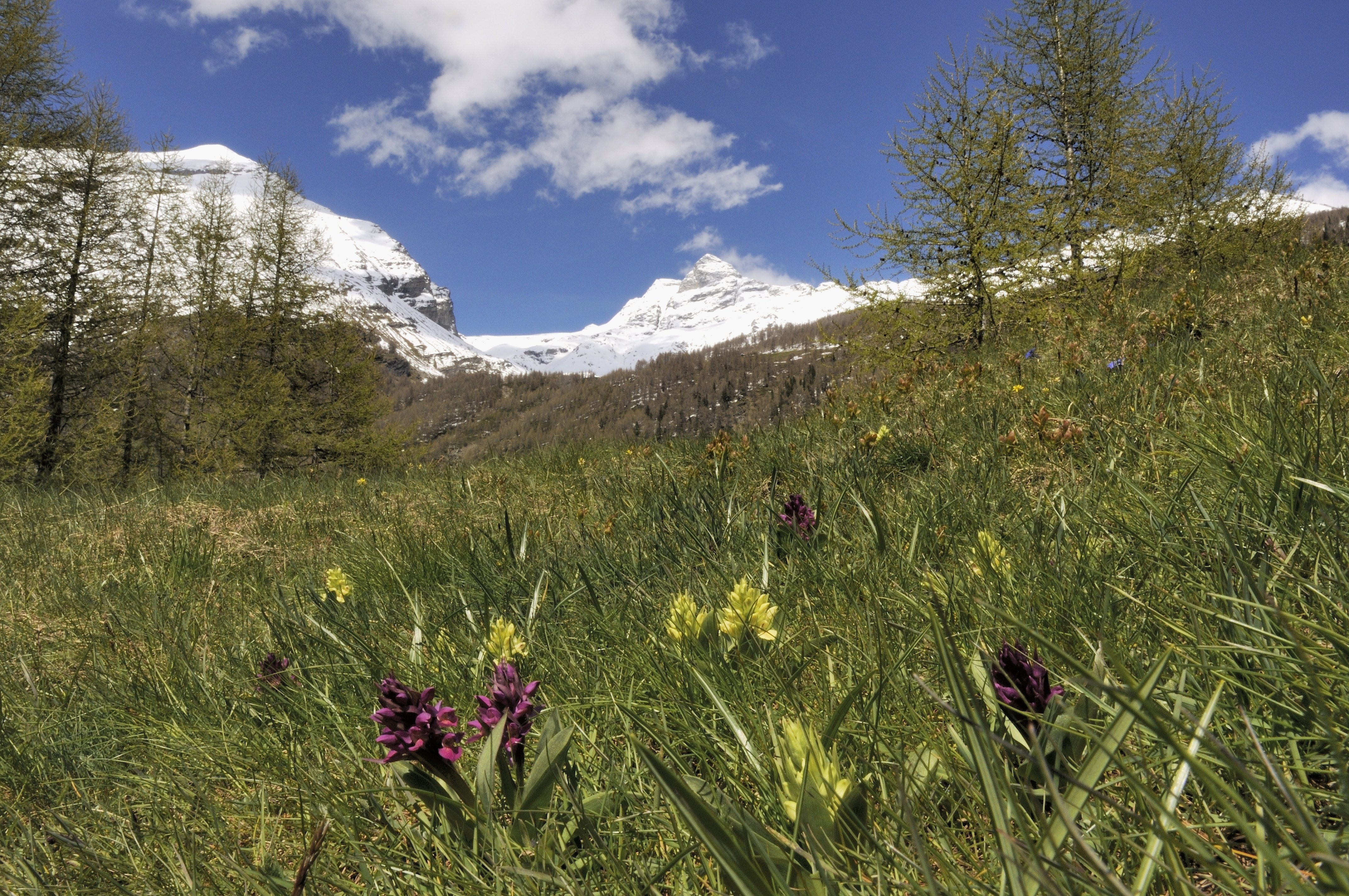
Типове оселище виду в Швейцарських Альпах.

На рівнинах зозульки бузинові тяжіють до лук, що розвинулись на місці лісів, причому можуть траплятися як на заплавних, так і на суходільних. У горах зростають у рослинних угрупованнях широкого діапазону, але також віддають перевагу відкритим ділянкам, що залишились після вирубування букових чи ялинових лісів. З менш відкритих біотопів цей вид може займати галявини, чагарникові зарості, розріджені широколистяні чи хвойні ліси. Вище лісового поясу він зростає на субальпійських та альпійських луках. У Фінляндії зозульки бузинові знаходили також на болотах і пасовищах. Загалом висотний діапазон цього виду складає від 0 до 2600 м над рівнем моря, однак в різних регіонах він може бути вужчим, наприклад, в Українських Карпатах зозульки бузинові ростуть на висоті не більше ніж 1200 м.
Рослина морозостійка, світлолюбна, хоча витримує слабке затінення, до зволоженості ґрунтів невибаглива: може рости як на заболочених, так і на помірно сухих. Часто поводить себе як кальцефіл. На рівнинах віддає перевагу ділянкам із дерново-підзолистими ґрунтами, що мають кислу реакцію (pH 5—6,8). У горах тяжіє до лужних ґрунтів (pH 7,7), що розвинулись на вапнякових і кварцевих породах. На заході Сербії відмічено зростання цього виду на ґрунтах, підстелених сланцями, серпентином, офіолітичним меланжем, четвертинними відкладеннями, порфіритами тощо. Виняток із цієї закономірності становлять Українські Карпати, де зозульки бузинові ростуть на гірських каштанових ґрунтах із pH 4,7—4,9. В оселищах зозульок бузинових у Франції щоквартальна кількість опадів коливалась в межах від 50—250 мм до 1120—1620 мм, а добові температури змінювались з -8,2 °C до 26,2 °C.
Зозульки бузинові входять до складу рослинних угруповань союзів Cynosurion cristati (на рівнинах) і Quercion robori-petraeae (у горах). В Центральній Європі відмічено їхню приналежність до фітоценотичних класів MolinioArrhenatheretea, Nardo-Callunetea, рідше до лісових угруповань класу Querco-Fagetea. У природі цією рослиною харчуються благородні олені, які з'їдають надземну частину, і дикі свині, які викопують бульби. В запиленні зозульок бузинових беруть участь переважно джмелі земляний, лісовий, міський, садовий, богемський, норовий, кам'яний, моховий, мінливий, червонуватий, Bombus pascuorum, Bombus ruderarius, джмелі-зозулі Psithyrus barbutellus, Psithyrus vestalis, медоносні та дикі одиночні бджоли, зокрема Andrena nigroaenea, Anthophora aestivalis та Osmia bicolor. У Швеції серед відвідувачів квітів зозульок, що не беруть участь в запиленні, відмічені метелики Pyrgus malvae і цитринець.

## Біологічний цикл
Надземна частина зозульок бузинових починає відростати у першій декаді березня. Одночасно із появою листків під землею відбувається формування молодої бульби. Повного розвитку листки досягають лише під час цвітіння чи навіть у період плодоношення. В цей же час відбувається поступове зменшення у розмірах і відмирання старої бульби. Надземна частина рослини також відмирає доволі рано — наприкінці літа, невдовзі після плодоношення. Розмножується цей вид лише насінням.
Здатність рослини до цвітіння визначається складним поєднанням внутрішніх і зовнішніх чинників. Особини з 1—2 листками слід вважати ювенільними, вони ніколи не цвітуть. Перше цвітіння відбувається, коли рослина має 3—4 листки, але не завжди воно повторюється наступного року. Стабільне цвітіння спостерігали в особин із не менш ніж 5 листками. Тривалі спостереження в різних країнах показали, що 35—49 % квітучих рослин наступного року не цвітуть. Така нестабільність може бути обумовлена тим, що листкові й квіткові бруньки закладаються у зозульок бузинових задовго до розвитку листя і суцвіть. Інколи між закладенням бруньки і появою листка над землею проходило 2—3 роки, а суцвіття розвивались через 5 років після закладення квіткових бруньок.
У різних частинах ареалу цвітіння триває з середини квітня до початку липня. Так, у Південній і Центральній Європі, французькому Ельзасі воно розпочинається у квітні, в субальпійських регіонах і Фенноскандії відбувається у травні — червні, а у верхньому поясі Апеннін та Альп його можна спостерігати лише на початку липня. В Україні цвітіння відбувається на рівнинах у квітні — травні, а в горах — у червні. Хоча ця рослина майже не виділяє нектару, але комахи охоче відвідують її, плутаючи з іншими медоносами, перш за все, з привабливою для запилювачів бузиною. З часом бджоли навчаються уникати оманливу орхідею, але до тої миті вже встигають запилити її квіти. Перше пояснення такого феномену полягало в тому, що наявність у цього виду різнокольорових особин з'явилася як еволюційне пристосування для того, щоб утруднити бджолам навчання. Якби зозульки бузинові мали квітки одного кольору, бджоли швидко навчилися б їх відрізняти від корисних медоносів, а наявність двох типів забарвлення уповільнювала б появу негативного умовного рефлексу. Однак згодом ця гіпотеза була спростована. Натомість дослідження виявили залежність між результативністю запилення зозульок бузинових і наявністю поблизу інших рослин схожих кольорів. Наприклад, при зростанні поблизу зозульок фіалок запилювачі частіше відвідували темні суцвіття. Попри такі хитрощі природна урожайність цього виду низька. За один візит комахи відвідують, як правило, 1—2 квітки у суцвітті, а пилок розносять в середньому на відстань 1,23 м.
Плодоносять зозульки бузинові у травні — липні. Насіння достигає через 1,5 місяці після цвітіння, а висипається за кілька спекотних днів. Хоча цю орхідею відносять до алогамних (перехреснозапильних) видів, однак 84—97 % насінин зав'язуються внаслідок самозапилення. Це одна з причин низького коефіцієнту відтворення, оскільки самозапильне насіння зазнає інбридингової депресії. Як і багато інших орхідей, цей вид вирізняє надзвичайно малий розмір зародка. Він складається лише з невеличкої групи недиференційованих клітин, не містить ендосперму, а тому не здатен вдовольнити потреби паростка у поживних речовинах. Через це для успішного проростання насіння зозульок бузинових має бути обов'язково заражене симбіотичним грибом. Саме через ендотрофну мікоризу, утворену грибом, до паростка надходять необхідні мінеральні речовини. Найчастіше симбіонтами зозульок бузинових виступають гриби з родини Tulasnellaceae, рідше — представники родини Ceratobasidiaceae або ряду Sebacinales.

## Значення і статус виду
В минулому бульби зозульок бузинових використовували для заготівлі салепу. Для цього їх викопували (зазвичай тільки молоду бульбу), сушили і перетирали на порошок, яким заварювали молоко чи воду. Із такою домішкою напій ставав густим і поживним, його застосовували для лікування кишково-шлункових захворювань, як загальнозміцнюючий засіб й афродизіак. З другої половини XX століття, коли природні популяції цього виду значно скоротились, він втратив своє промислове значення. Окрім лікарського і харчового використання ця рослина відома своїми декоративними якостями, однак у культурі вона трапляється рідко і є нестійкою, що пов'язано зі складностями вирощування усіх мікоризних орхідей.
Попри значне географічне охоплення цей вид не належить до розповсюджених рослин. Навіть в типових для нього регіонах він поширений нерівномірно. Так, зозульки бузинові дуже нечисельні на півночі Альп, природним чином їх небагато і на кордонах ареалу, зокрема, в Україні та Росії. З огляду на це, вид занесений до Додатку II Конвенції про міжнародну торгівлю видами дикої фауни та флори, що перебувають під загрозою зникнення (CITES). В Україні він включений до національної Червоної книги в статусі «вразливий». Охорону зозульок бузинових здійснюють Карпатський біосферний заповідник, Карпатський, Ужанський, Вижницький національні природні парки, а також національний природний парк «Сколівські Бескиди».
Зозульки бузинові взяті під охорону у Фінляндії, Естонії, Польщі, Чехії, Словаччині, Росії, причому в останній країні вони входять як до загальнодержавної Червоної книги, так і до Червоних книг двох адміністративних одиниць — Брянської області та Чуваської Республіки. В обох краях рослини зазначеного виду не бачили останні 30—40 років, через що місцеві осередки зростання слід вважати втраченими. В Польщі стан їхніх популяцій, спочатку визначений як «вразливий», у 2016 році змінений на «загрозливий». У Німеччині під охорону взяті усі орхідеї, включно із зозульками бузиновими. У Франції вони охороняються лише в двох регіонах — Ельзасі й Бургундії.
Головними загрозами для цієї рослини є пряме винищення та деградація середовища, особлива така, що впливає на якість ґрунту. Винищення рослин відбувається при заготівлі салепу, збиранні букетів, під час сінокосів. Деградацію ґрунтів спричинюють надмірне випасання худоби, пожежі, витоптування в рекреаційних зонах. В окремих випадках негативний вплив може мати відновлення природної рослинності на антропогенно змінених ділянках (наприклад, заростання луків чагарниками і деревами) або винищення дикими свинями. Для підтримання високої щільності популяцій зозульок бузинових спеціалісти радять дотримуватись традиційних способів землекористування із деякими зауваженнями. Так, для підтримання оптимальної розрідженності трав'яного покриву на луках важливо періодично випасати на них дрібну худобу (бажано в другій половині літа), корисна й ощадлива заготівля сіна, яку треба проводити після завершення плодоношення.

## Таксономія
Таксономічно зозульки бузинові належать до секції Sambucinae (Parl.) Smoljan, в яку також входять підвиди зозульок римських (ssp. romana, georgica, guimaraesii), Dactylorhiza cantabrica і Dactylorhiza insularis. Припускають, що останні два види генетично походять від перших двох, оскільки вони є тетраплоїдом і триплоїдом.
У природі відомі гібриди зозульок бузинових із Dactylorhiza saccifera, Dactylorhiza savogiensis, Dactylorhiza sphagnicola, білозозулинцем справжнім, зозулинцями блідим, провансальським, чоловічим, плодоріжками блощичною і  салеповою, хоча деякі з цих повідомлень потребують додтакового підтвердження. Гібриди з наступними орхідеями описані як самостійні види:
- із билинцем звичайним — Dactylorhiza sambucina × Gymnadenia conopsea = × Dactylodenia zollikoferi;
- із зозульками Фукса — Dactylorhiza sambucina × Dactylorhiza fuchsii = Dactylorhiza ×influenza (Sennholz) Soó;
- із зозульками м'ясо-червоними — Dactylorhiza sambucina × Dactylorhiza incarnata = Dactylorhiza ×guillaumeae C. Bernard;
- із зозульками плямистими — Dactylorhiza sambucina × Dactylorhiza maculata  = Dactylorhiza ×altobracensis (Coste & Soulié) Soó;
- із зозульками римськими — Dactylorhiza sambucina × Dactylorhiza romana = Dactylorhiza ×rombucina Cif. & Giacom.;
- із зозульками травневими — Dactylorhiza sambucina × Dactylorhiza majalis = Dactylorhiza ×ruppertii (M.Schulze) Borsos & Soó;
- із любкою дволистою — Dactylorhiza sambucina × Platanthera bifolia = × Dactylanthera fournieri;
- з язичком зеленим — Dactylorhiza sambucina × Coeloglossum viride (Dactylorhiza viridis) = Dactylorhiza ×erdingeri (A.Kern.) B.Bock;
- Dactylorhiza sambucina × Dactylorhiza kalopissii = Dactylorhiza ×metsowonensis B. Baumann & H.Baumann;
- Dactylorhiza sambucina × Dactylorhiza vermeuleniana = Dactylorhiza ×gabretana (A.Fuchs) Soó[5].

В межах цього виду офіційно визнані наступні підвиди , форми і варієтети:
| - Dactylorhiza sambucina subsp. cantabrica (H.A.Pedersen) Kreutz - Dactylorhiza sambucina f. chusae C.E.Hermos. - Dactylorhiza sambucina subsp. georgica (Klinge) H.Sund. - Dactylorhiza sambucina var. hungarica (Soó) Soó - Dactylorhiza sambucina f. hybrida (W.Zimm.) Kümpel - Dactylorhiza sambucina var. hybrida (W.Zimm.) Peitz - Dactylorhiza sambucina var. laurentina (R.Bolos ex Vayr.) Soó - Dactylorhiza sambucina subsp. laurentina (R.Bolos ex Vayr.) Malag. | - Dactylorhiza sambucina subsp. pseudosambucina (Ten.) H.Sund. - Dactylorhiza sambucina f. robusta (Neuman) Soó - Dactylorhiza sambucina subsp. romana (Sebast.) Bornm. - Dactylorhiza sambucina f. rubra (Winterl) Hyl. - Dactylorhiza sambucina f. rubrobracteata (Harz ex Schltdl., Langeth. & Schenk) Soó - Dactylorhiza sambucina subsp. siciliensis (Klinge) H.Sund. - Dactylorhiza sambucina f. zimmermannii (A.Camus) P.Delforge |

Окрім вищенаведених субтаксонів для зозульок бузинових існують такі синонімічні назви:
| - Dactylorchis sambucina (L.) Verm. - Dactylorhiza fasciculata (Tineo) H.Baumann & Künkele - Dactylorhiza fasciculata (Tineo) Aver. - Dactylorhiza latifolia f. rubra (Winterl) D.Tyteca & Gathoye - Orchis fasciculata Tineo - Orchis incarnata Willd. — недійсний - Orchis incarnata var. sambucina (L.) Lapeyr. ex Bubani - Orchis laurentina R.Bolos ex Vayr. - Orchis lutea Dulac - Orchis pallens Moritzi - Orchis pseudosambucina var. fasciculata (Tineo) Nyman - Orchis saccata Rchb. — недійсний - Orchis salina Fronius - Orchis sambucina L. - Orchis sambucina f. barlae Rouy - Orchis sambucina f. bracteata M.Schulze | - Orchis sambucina var. bracteata (M.Schulze) Harz - Orchis sambucina f. hungarica Soó - Orchis sambucina var. hungarica (Soó) A.Camus - Orchis sambucina var. incarnata Gaudin - Orchis sambucina f. lanceolata W.Zimm. - Orchis sambucina f. laurentina (R.Bolos ex Vayr.) Soó - Orchis sambucina f. obovata W.Zimm. - Orchis sambucina var. purpurascens R.Hinterh. & J.Hinterh. - Orchis sambucina var. purpurea W.D.J.Koch - Orchis sambucina f. purpurea (W.D.J.Koch) Neuman - Orchis sambucina var. robusta Neuman - Orchis sambucina var. rubra Winterl - Orchis sambucina f. rubrobracteata Harz ex Schltdl., Langeth. & Schenk - Orchis sambucina f. tripartita A.Fuchs - Orchis schleicheri Sweet |